# ماشين هانتر
ماشين هانتر (بالإنجليزية: Machine Hunter)‏، هي لعبة فيديو بريطانية من نوع إطلاق النيران الكيثفة، وهي من تطوير يوروكوم، ومن نشر مترو غولدوين ماير، صدرت اللعبة في الأسواق سنة 1997، وتعمل على منصتي ويندوز وبلاي ستيشن.